# Park Narodowy Khao Yai
Park Narodowy Khao Yai (taj. เขาสวนใหญ่) − obszar o powierzchni 2143 km², położony w południowo-wschodniej części wyżyny Korat w Tajlandii. Południowy kraniec parku położony jest nisko nad poziomem morza, skąd podnosi się ku części centralnej do 1345 m n.p.m.

## Geologia Khao Yai
Obszar parku zbudowany jest ze skał paleozoicznych i mezozoicznych, przykrytych warstwą skał pochodzenia wulkanicznego.

## Krajobraz
Krajobraz centralnej części parku urozmaicają doliny rzeczne z wodospadami, spadającymi ze skalnych progów. Także tam jest najbardziej rozwinięta szata roślinna.

## Flora i fauna parku

### Flora

#### Piętra roślinności
W parku do wysokości 400 m n.p.m. przeważają gęste zarośla liściaste. Wyżej, do 1000 m n.p.m., rosną wilgotne lasy równikowe z dużym, dochodzącym do 60%, udziałem sandałowca. Powyżej znajdują się lasy mieszane. Miejscami występują łąki z bujnymi trawami, powstałe wskutek wycinania lasów.

#### Gatunki roślin

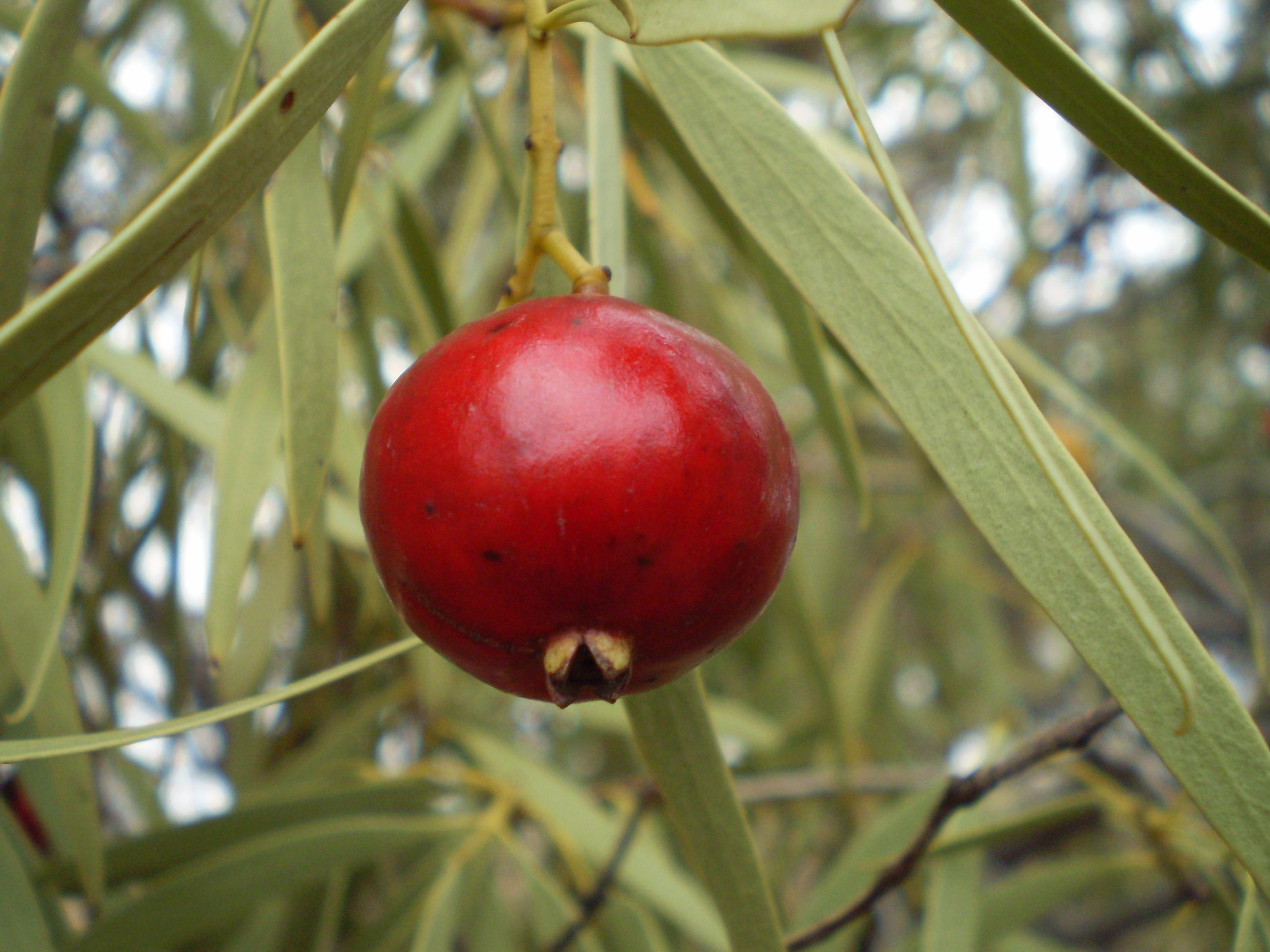
Owoc sandałowca – rośliny występującej w parku

W parku występują różne gatunki drzew z przewagą sandałowca. W Khao Yai występuje też dużo gatunków traw.

### Fauna
W parku żyją różne gatunki zwierząt: tygrysy, słonie indyjskie, jadowite węże, bażanty nepalskie i nietoperze.

## Historia
Park został założony w 1962 roku, jako pierwszy w Tajlandii, kiedy wysiedlono z jego terenów tutejszych osadników, którzy w owym czasie znacznie przetrzebiali tutejsze lasy.

## Klimat
W parku panuje klimat tropikalny. Średnia temperatura roczna to 23 °C. W porze deszczowej od maja do października spada 2000 mm deszczu. W porze suchej jest ich znacznie mniej. 

## Turystyka
Park jest dostępny dla turystów cały rok. Dojechać tu można koleją lub autobusem z Bangkoku. Park bywa chętnie odwiedzany przez turystów, ponieważ dobrze wyposażony jest w obiekty noclegowe, pola namiotowe. Można wypożyczyć tu samochody i rowery.